# 变身女友
《变身女友》（英語：Fantastic Girlfriend），2018年中国偶像剧。由魏雨萱、杜维瀚领衔主演，腾讯视频于2018年1月22日首播。

## 播出时间
| 频道     | 所在地   | 播映日期      | 播出时间 | 备注 |
| -------- | -------- | ------------- | -------- | ---- |
| 腾讯视频 | 中国大陆 | 2018年1月22日 |          |      |

## 演员列表

### 主要演员
| 演員   | 角色               | 介紹 |
| 魏雨萱 | 林雨彤/雷凱莉/阿健 | 城东中学的高中老师，从小生活福利院，名叫蘇默默。童年的生活阴影导致了她的身体里面还住在两个人格，一个是性格美女雷凯莉，另外一个是守护者阿健。                                                                   |
| 杜维瀚 | 成海灿             | 杰星娱乐公司空降总监；小时候与林雨彤在福利院相处过，當時叫于建。某天查出林雨彤可能有多重人格後，當第二次再度碰到阿健時，得知雨彤就是默默。知道雨彤這病之後，並沒排斥她反而成為林雨彤的男友，深深的爱着林雨彤。 |

### 其他演员
| 演員   | 角色 | 介紹 |
| 许梦圆 | 周蔓 | 林雨彤的个性学生，性格叛逆，经常与林雨彤作对。                                                                               |
| 沈世朋 | 毛鋒 | 成海燦的死黨。職業是名導演。喜歡林雨彤變身後的火辣辣雷凱莉，一直很想很想簽下雷凱莉，但殊不知雷凱莉就是林雨彤的多重人格所變。 |
| 唐瑞宏 | 王珺 | 成海灿的前女友，心机女孩；特意回國想與成海燦復合。                                                                           |
| 严子贤 | 許亨 | 成海燦的表弟；林雨彤的学生，是一名艺人，文化课程不及格。                                                                     |
| 崔玲玉 | 艾非 | 林雨彤的學生，與周蔓是閨蜜兼同學。熱愛跳舞，愛慕許亨。                                                                       |